# Diodora wetmorei
Diodora wetmorei är en snäckart som beskrevs av Perez Farfante 1945. Diodora wetmorei ingår i släktet Diodora och familjen nyckelhålssnäckor. Inga underarter finns listade i Catalogue of Life.